# المطبخ البوروندي

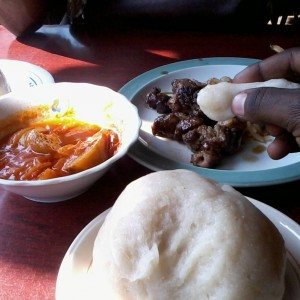
الأطعمة في وجبة بوروندي

تقع بوروندي في شرق أفريقيا ولها أرض مليئة بـالجبال، السافانا والحقول الزراعية، مع غابات في المناطق المحيطة بالأنهار والمياه. تنتشر الزراعة على 80٪ من مساحة البلاد، وتشمل خصوصاً الـقهوة، الـشاي، الـذرة، الفاصولياء والكاسافا. بسبب هذه الخصائص، فإن المطبخ البوروندي يمثل بشكل كبير ثقافة الطهي الإفريقية، حيث تشمل الفاصوليا، والتي تعد عنصرًا أساسيًا في الطبخ البوروندي، والفواكه الغريبة( الموز بشكل أساسي)، موز الجنة، والبطاطا الحلوة، الكسافا، البازلاء، الـذرة والحبوب، مثل الذرة و الـقمح.

يعتمد الجانب الرئيسى عند مناقشة المطبخ البوروندي على الظروف الاقتصادية للبلد: عادة ما يأكل الشعب البوروندي طعامًا مصنوعاً في المنزل، تُستخدم أيضاً أواني منزلية الصُنع للشرب وحمل المياه وتخزين الحبوب. لا يزال الأمن الغذائي يمثل مشكلة رئيسية في بوروندي.

موقع بوروندي
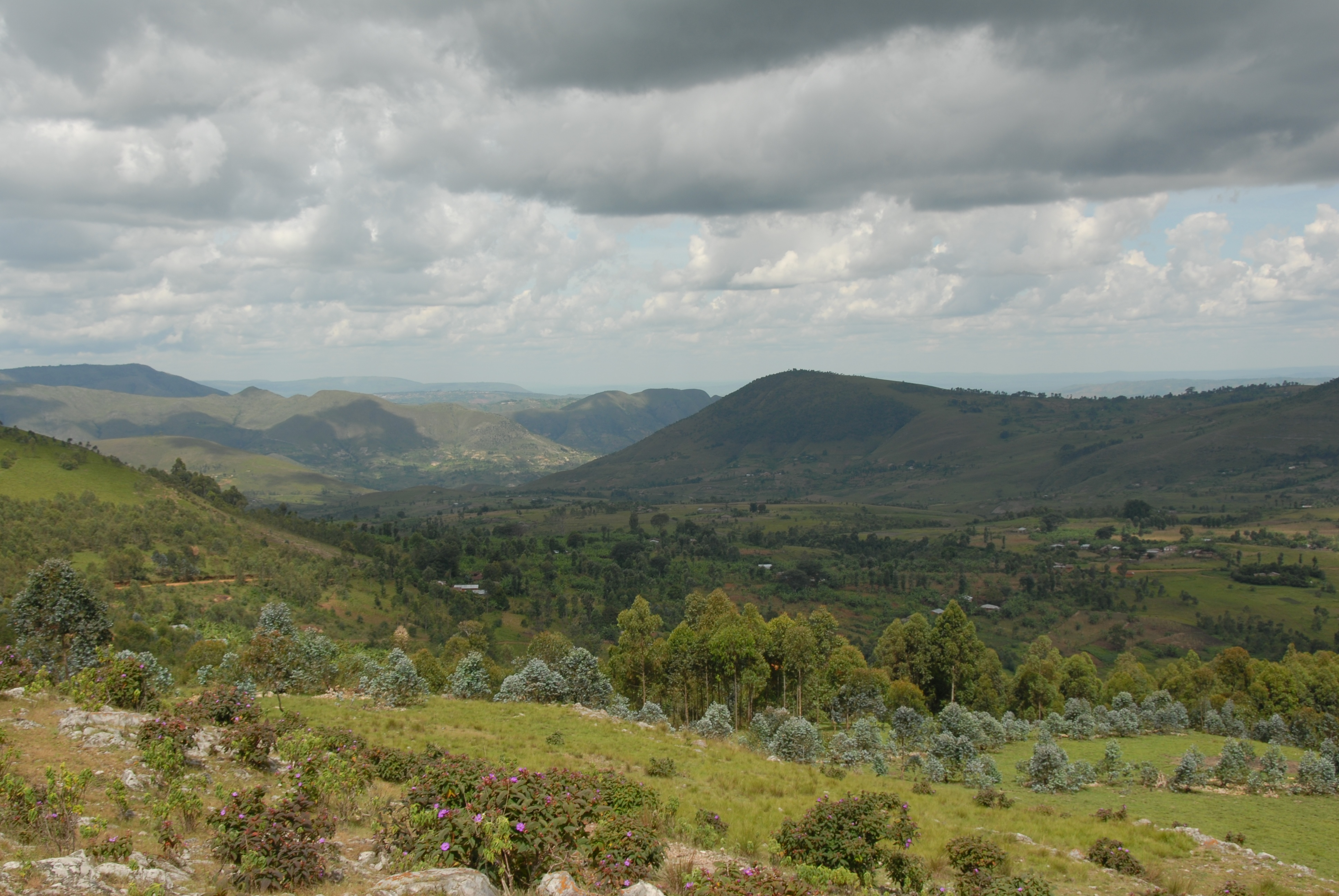
منظر بوروندي
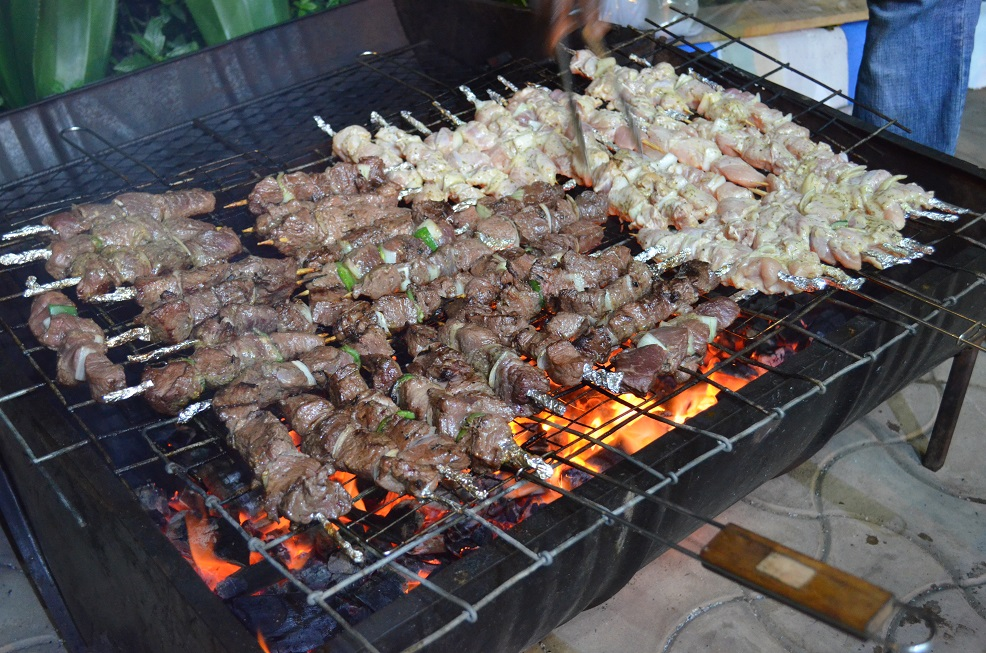
بروشيت في بوروندي
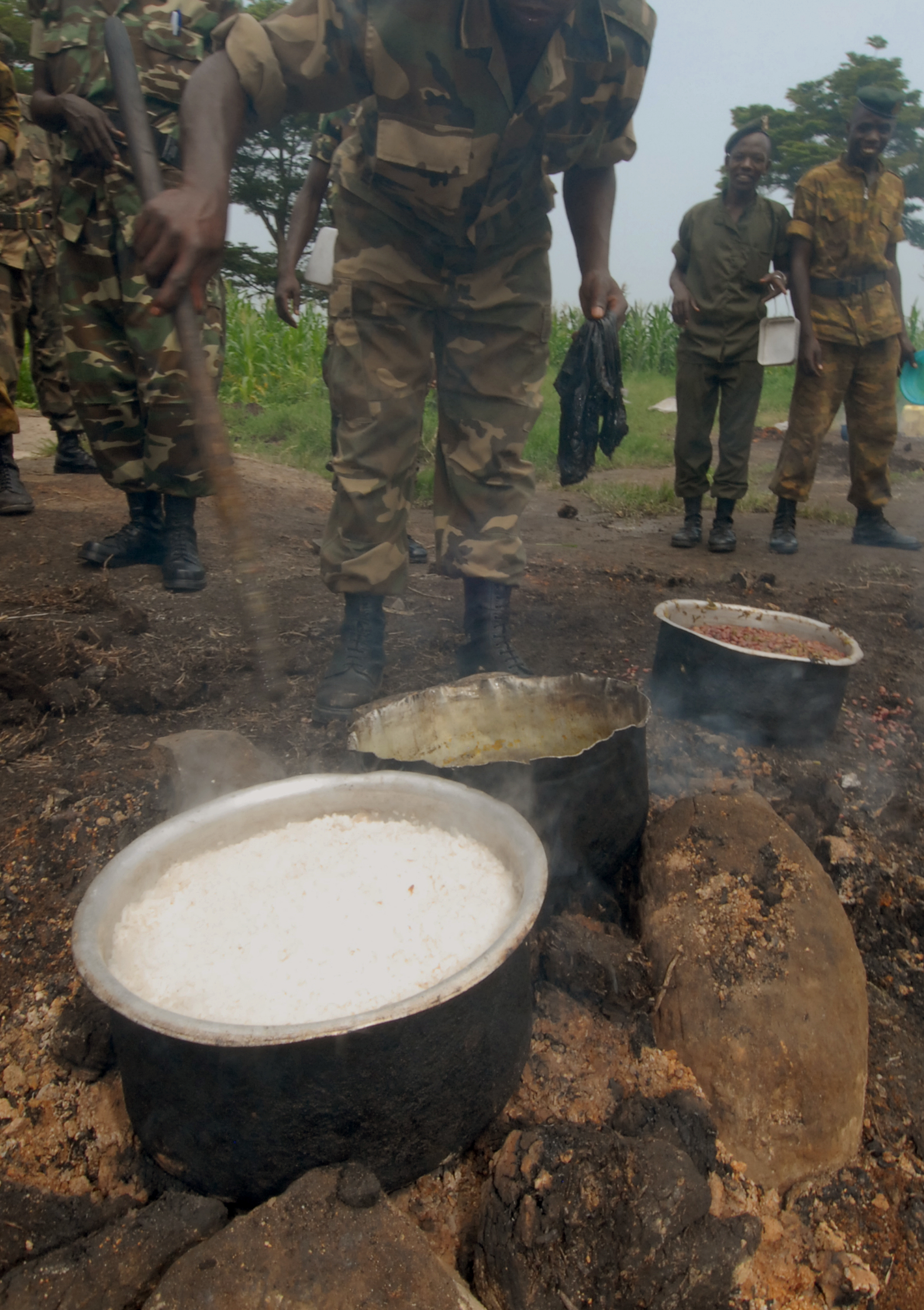
جنود بورونديون في بجومبورا، يطبخون في سوفوريا على النار.

## المكونات
معظم أطباق بوروندي عبارة عن شوربات تتكون من مجموعة متنوعة من الأطعمة والتوابل والأعشاب مثل:
- الموز
- الفاصولياء
- الكرنب
- الذرة
- موز الجنة
- البطاطا الحلوة
- الماعز
- الخروف
- الأسماك
- البصل
- زيت النخيل
- الفلفل
- الملح

## الأطباق النموذجية

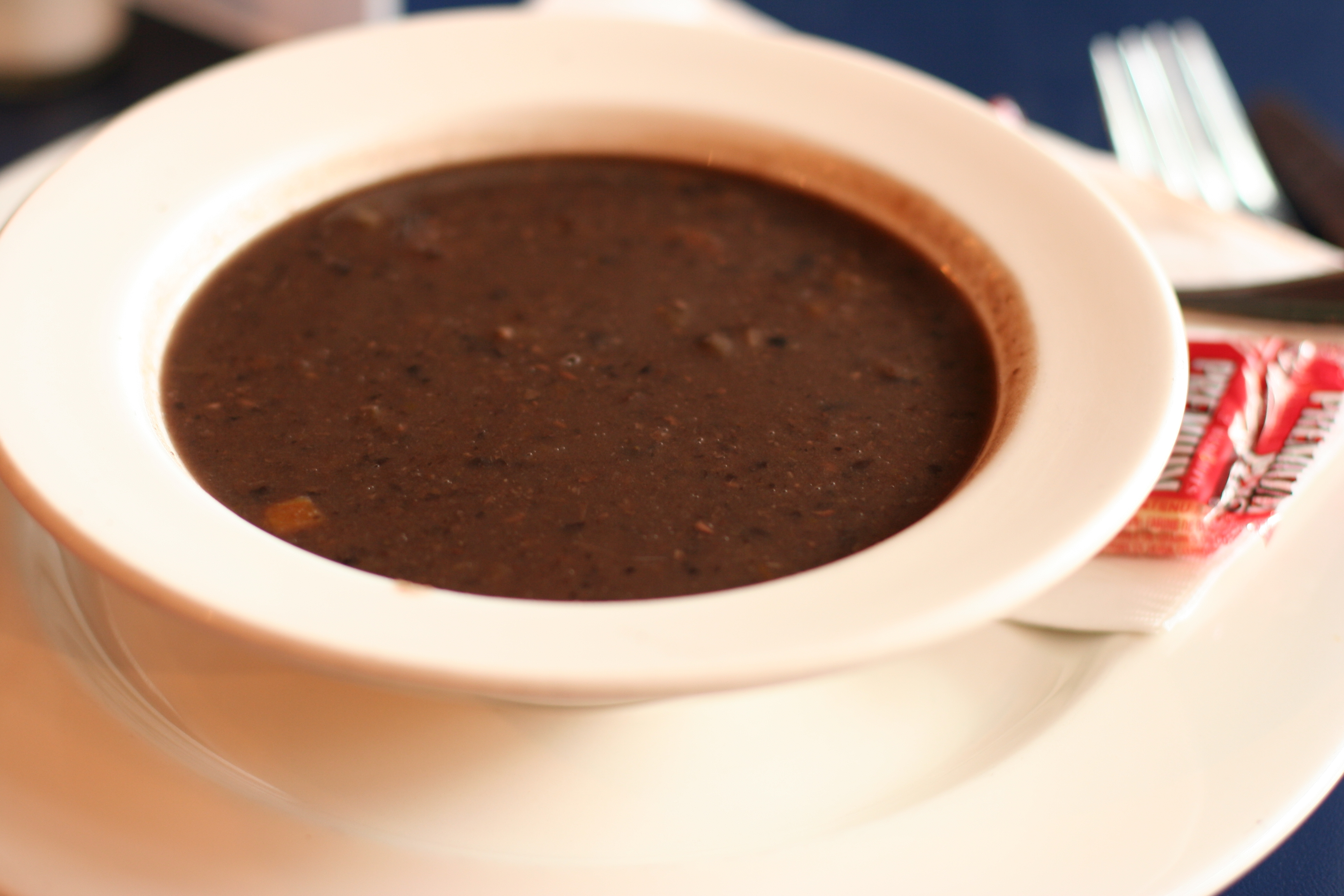
تم التقاط حساء الفاصوليا في الصورة. الحساء نوع شائع جدًا من الأطباق في المطبخ البوروندي.

- أوغالى- عصيدة دقيق الذرة أو الكسافا.
- كاري.
- مراهاغوى- حساء الفاصوليا.
- إبيهاراج- الفاصوليا المقلية.
- الفاصولياء والموز.
- حساء الفاصولياء.
- ماتورا وماهو - نوع من النقانق.بوكو بوكو هريس